# Josué Sá
Josué Humberto Gonçalves Leal Sá, noto semplicemente come Josué Sá (Lisbona, 17 giugno 1992), è un calciatore portoghese, difensore del Gil Vicente.

## Caratteristiche tecniche
È un difensore centrale.

## Carriera

### Club
Cresciuto nelle giovanili del Vitória Guimarães, debutta nella prima divisione portoghese il 20 gennaio 2013 nel match vinto 3-1 contro il Rio Ave.

### Nazionale
Ha giocato nelle nazionali giovanili portoghesi Under-18, Under-19, Under-20 ed Under-21.

## Statistiche

### Presenze e reti nei club
Statistiche aggiornate al 3 giugno 2017.
| Stagione                 | Squadra                  | Campionato               | Campionato | Campionato | Coppe nazionali | Coppe nazionali | Coppe nazionali | Coppe continentali | Coppe continentali | Coppe continentali | Altre coppe | Altre coppe | Altre coppe | Totale | Totale |
| Stagione                 | Squadra                  | Comp                     | Pres       | Reti       | Comp            | Pres            | Reti            | Comp               | Pres               | Reti               | Comp        | Pres        | Reti        | Pres   | Reti   |
| ------------------------ | ------------------------ | ------------------------ | ---------- | ---------- | --------------- | --------------- | --------------- | ------------------ | ------------------ | ------------------ | ----------- | ----------- | ----------- | ------ | ------ |
| 2011-2012                | Chaves                   | 2D                       | 23         | 1          | TP+TL           | 0               | 0               |                    | -                  | -                  |             | -           | -           | 23     | 1      |
| 2012-2013                | Vitória Guimarães        | PL                       | 3          | 0          | TP+TL           | 0               | 0               |                    | -                  | -                  |             | -           | -           | 3      | 0      |
| 2013-2014                | Vitória Guimarães        | PL                       | 4          | 0          | TP+TL           | 0+1             | 0               | UEL                | 0                  | 0                  |             | -           | -           | 5      | 0      |
| 2014-2015                | Vitória Guimarães        | PL                       | 26         | 2          | TP+TL           | 1+1             | 0               |                    | -                  | -                  |             | -           | -           | 28     | 2      |
| 2015-2016                | Vitória Guimarães        | PL                       | 31         | 2          | TP+TL           | 0+5             | 0               | UEL                | 0                  | 0                  |             | -           | -           | 36     | 2      |
| 2016-2017                | Vitória Guimarães        | PL                       | 30         | 1          | TP+TL           | 5+1             | 0               |                    | -                  | -                  |             | -           | -           | 36     | 1      |
| Totale Vitoria Guimaraes | Totale Vitoria Guimaraes | Totale Vitoria Guimaraes | 94         | 5          |                 | 11              | 0               |                    | -                  | -                  |             | -           | -           | 105    | 5      |
| Totale carriera          | Totale carriera          | Totale carriera          | 117        | 6          |                 | 11              | 0               |                    | -                  | -                  |             | -           | -           | 128    | 6      |

## Palmarès

### Club

#### Competizioni nazionali
- Coppa del Portogallo: 1

Vitória Guimarães: 2012-2013
- Segunda División: 1

Huesca: 2019-2020
- Campionato bulgaro: 1

Ludogorec: 2020-2021